# Lanciere (destroyer, 1938)
Pour les articles homonymes, voir Lanciere (destroyer).
Le Lanciere (fanion « LN ») était un destroyer italien de la classe Soldati lancé en 1938 pour la Marine royale italienne (en italien : Regia Marina). 

## Conception et description
Les destroyers de la classe Soldati étaient des versions légèrement améliorées de la classe précédente Oriani. Ils avaient une longueur entre perpendiculaires de 101,6 mètres et une longueur hors tout de 106,7 mètres. Les navires avaient une largeur de 10,15 mètres  et un tirant d'eau moyen de 3,15 mètres et de 4,3 mètres à pleine charge. Les Soldatis déplaçaient 1 830-1 850 tonnes métriques à charge normale, et 2 450-2 550 tonnes métriques à pleine charge. Leur effectif en temps de guerre était de 206 officiers et hommes de troupe.
Le Lanciere était propulsé par deux turbines à vapeur à engrenages Belluzzo/Parsons, chacune entraînant un arbre d'hélice à l'aide de la vapeur fournie par trois chaudières Yarrow. Conçus pour une puissance maximale de 48 000 chevaux-vapeur (36 000 kW) et une vitesse de 34-35 nœuds (63-65 km/h) en service, les navires de la classe Soldati ont atteint des vitesses de 39-40 nœuds (72-74 km/h) pendant leurs essais en mer alors qu'ils étaient légèrement chargés. Ils transportaient suffisamment de fuel pour avoir une autonomie de 2 340 milles nautiques (4 330 km) à une vitesse de 14 nœuds (26 km/h) et de 682 milles nautiques (1 263 km) à une vitesse de 34 nœuds (63 km/h).
La batterie principale du Lanciere était composée de quatre canons de 120 millimètres de calibre 50 dans deux tourelles jumelées, une à l'avant et une à l'arrière de la superstructure. Sur une plate-forme au milieu du navire se trouvait un canon à obus en étoile de 120 millimètres de 15 calibres. La défense antiaérienne des "Soldati" était assurée par huit canons Breda modèle 1935 de 20 millimètres. Les navires étaient équipés de six tubes lance-torpilles de 533 millimètres dans deux supports triples au milieu du navire. Bien qu'ils ne soient pas dotés d'un système de sonar pour la lutte anti-sous-marine, ils sont équipés d'une paire de lanceurs de grenades sous-marines. Les navires pouvaient transporter 48 mines.

## Construction et mise en service
Le Lanciere est construit par le chantier naval Cantieri Navali Riuniti, basée à Riva Trigoso, frazione de Gênes en Italie, et mis sur cale le 1er février 1937. Il est lancé le 18 décembre 1938 et est achevé et mis en service le 25 mars 1939. Il est commissionné le même jour dans la Regia Marina.

## Histoire du service
Au début de la Seconde Guerre mondiale, le Lanciere fait partie du XIIe escadron de destroyers, qui comprend les navires-jumeaux (sister ships) Carabiniere, Corazziere ed Ascari. Pendant quelques périodes, il est détaché avec des fonctions d'escorte à la IVe division de croiseurs. Par la suite, il est devenu chef d'escadron de cette formation.
Dans la nuit précédant la déclaration de guerre, entre le 9 et le 10 juin 1940, il effectue une mission de pose de mines entre les îles de Lampedusa et Kerkennah avec le Corazziere, les croiseurs Da Barbiano et Cadorna et les torpilleurs Polluce et Calipso.
Le 11 juin, il est envoyé en patrouille dans le canal de Sicile avec le reste du XIIe escadron, le XIe escadron de destroyers (Artigliere, Aviere, Geniere, Camicia Nera), la IIIe division (croiseurs lourds Trento, Pola, Bolzano) et la VIIe division (croiseurs légers Attendolo et Duca d’Aosta).
Le 7 juillet, à 18h40, le Lanciere quitte Augusta avec des unités de section et le croiseur lourd Pola, rejoignant ensuite le reste du IIe escadron navale (Ire, IIe, IIIe et VIIe division de croiseurs pour un total de 10 unités et IXe, Xe, XIe et XIIIe escadron de destroyers) qui, après avoir agi comme force de soutien à une opération de convoi vers la Libye, rejoint le Ire escadron et participe à la bataille de Punta Stilo du 9 juillet. Lors de la retraite de la flotte italienne dans cette bataille, le XIIe escadron est envoyé, avec les autres, à la contre-attaque de torpilles, mais à 16h22 le Lanciere, ayant la vue perturbée par les écrans de fumée, décide de ne pas attaquer (le Ascari et le Corazziere le firent à sa place, sans résultat). A 16h45, tout en se repliant, il aperçoit quelques navires au nord et les attaque, sans succès, avec le lancement de trois torpilles,.
Entre le 30 juillet et le 1er août, il fournit une escorte indirecte - avec le Carabiniere et le Corazziere - aux croiseurs Pola, Zara, Fiume, Gorizia, Trento, Da Barbiano, Alberto di Giussano, Eugenio di Savoia, Duca degli Abruzzi, Attendolo, Montecuccoli et les IXe, XIIIe et XVe escadron de destroyers pour un total de 12 unités - à deux convois pour la Libye, qui voient en mer un total de 10 marchands, 4 destroyers et 12 torpilleurs.
Dans la soirée du 5 octobre, il appareille de Tarente pour escorter deux transports vers la Libye, avec les trois navires du XIIe escadron (opération "CV"), mais il rentre au port après avoir aperçu des cuirassés britanniques.
Dans la nuit du 11 novembre, il se trouve à Tarente lorsque le port est attaqué par des bombardiers-torpilleurs britanniques: le Lanciere figure parmi les navires attaqués, mais il n'est pas touché.
Au début de l'après-midi du 26 novembre, sous le commandement du capitaine de vaisseau (capitano di vascello) Carmine D'Arienzo, il appareille de Messine avec le Ascari, le Carabiniere et la IIIe division (croiseurs lourds Trento, Trieste et Bolzano), rejoignant ensuite le reste de l'escadron italienne qui participe à la peu concluante bataille du Capo Teulada. Au cours de cette bataille, entre 12h35 et 12h41 le 27 novembre, il est touché en succession rapide par trois obus de 152 mm du croiseur britannique HMS Southampton (83), qui l'immobilisent avec de sérieux dommages. Malgré une attaque de 7 bombardiers, l'équipage réussit, au prix de nombreux efforts et en alimentant les chaudières avec de l'eau de mer, à redémarrer. Le navire est alors pris en remorque par le Ascari et remorqué au ralenti jusqu'à Cagliari avec l'assistance du Carabiniere et l'escorte de la IIIe division,.
Aux premières heures du 24 mai 1941, il appareille de Messine avec le Ascari, le Corazziere et la IIIe division de croiseurs (Trieste et Bolzano) pour escorter indirectement un convoi, en route vers Naples-Tripoli, composé des transports de troupes Conte Rosso, Marco Polo, Esperia et Victoria escortés par le destroyer Freccia et les torpilleurs Pegaso, Procione ed Orione. A 20h40, cependant, le Conte Rosso est torpillé par le sous-marin HMS Upholder (P37) et coule en dix minutes, emportant 1 297 hommes avec lui. Le Lanciere est détaché avec d'autres unités pour récupérer les 1 432 naufragés,.

Du 16 au 18 juillet, il escorte (avec les destroyers Gioberti, Geniere, Oriani et le torpilleur Centauro) un convoi de transports de troupes Marco Polo, Neptunia et Oceania sur la route Tarente-Tripoli (il y a également une escorte indirecte fournie par les croiseurs Trieste et Bolzano et les destroyers Carabiniere, Ascari et Corazziere). Tous les navires arrivent à destination sains et saufs, évitant également une attaque du sous-marin HMS Unbeaten (N93) dirigée contre le Oceania.
Le 1er septembre, il est envoyé avec le Ascari pour escorter à Messine le navire à moteur Francesco Barbaro, appartenant à un convoi pour Tripoli, endommagé par un bombardier-torpilleur et pris en remorque par le destroyer Dardo.
Le 23 septembre, il pose un champ de mines au sud-est de Malte avec les trois unités du XIIe escadron, escortées par le Aviere et le Camicia Nera
Le 24 septembre, il appareille de Palerme avec les croiseurs légers Duca degli Abruzzi edt Attendolo, la IIIe division (croiseurs lourds Trento, Trieste et Gorizia), le reste du XIIe escadron et le Xe escadron de destroyers (Maestrale, Grecale e Scirocco) pour intercepter un convoi britannique, sans succès. A une heure du matin du 22 mars 1942, agrégés au XIIIe escadron de destroyers, ils quittent Messine sous le commandement du capitaine de frégate (capitano di fregata) Costanzo Casana avec le reste de l'escadron et les croiseurs Trento, Gorizia et Bande Nere. Rejointe par le reste de l'escadron naval italien, la formation participe ensuite à la deuxième bataille de Syrte, dans laquelle le Lanciere ne joue pas un rôle majeur.
Cependant, alors que la flotte italienne revenait, une violente tempête se leve. À20 h30, le Lanciere commence à prendre du retard sur les autres navires, et à 23h15, il doit réduire sa vitesse et mettre au cap. À 5h31, un message est envoyé expliquant que le navire doit rester à l'arrière pour toute la journée, mais à 5h47, le Lanciere signale que l'eau envahit les salles des machines arrière. Les tentatives de sauvetage du croiseur Trento et des destroyers Alpino et Geniere sont inutiles. A 9h58 est lancé le SOS, dans lequel est estimée la position de l'unité à environ 120 miles à l'est de Malte. A 10h07l le navire mourant envoie son dernier message («Stiamo affondando. Viva l'Italia. Viva il Re. Viva il Duce» ("Nous coulons. Vive l'Italie. Vive le Roi. Vive le Duce")),. Le Lanciere coule à la position géographique de 35° 35′ N, 17° 15′ E.
En fin de soirée du 24 mars, le navire-hôpital Arno, envoyé pour secourir les survivants, identifie à travers les projecteurs, l'un après l'autre, deux radeaux avec 4 hommes chacun. Le 25 mars, le navire récupère un autre survivant qui se trouve seul sur un autre radeau. Sur les 9 survivants repêchés par le Arno, l'un d'entre eux, le torpilleur Gino Mondin, est mort peu après le sauvetage en raison d'une paralysie cardiaque,. Le matin du 26 mars, un hydravion repère deux radeaux et sauvée 7 autres hommes, les seuls qui restaient des quelque 70 qui se trouvaient initialement sur ces embarquations.
Au total, sur un équipage de 242 hommes, seuls un officier (le lieutenant du Corps du génie naval (tenente del Corpo del genio navale) Gaetano Castello) et 14 sous-officiers et marins ont survécu,. La mémoire du commandant Casana a été récompensée par la médaille d'or de la valeur militaire.

### Commandement
Commandants
- Capitaine de vaisseau (Capitano di vascello) Carlo De Bei (né à Chioggia le 7 février 1888) (25 mars 1939-1940)
- Capitaine de vaisseau (Capitano di vascello) Carmine D'Arienzo (né à Crotone le 15 janvier 1897) (10 juin - 28 novembre 1940)
- Capitaine de frégate (capitano di fregata) Giulio Di Gropello (né à Pinerolo le 4 juillet 1901) (10 mai 1941 - janvier 1942)
- Capitaine de frégate (capitano di fregata) Costanzo Casana (né à Gênes le 18 janvier 1900) (+) (24 janvier - 23 mars 1942)

Commandant en second
- Capitaine de corvette Carlo Borello (né à Naples le 12 juillet 1908) (+) (janvier - 23 mars 1942)